# Eleições gerais no Paraguai em 1988
As eleições gerais no Paraguai em 1988 foi o último evento eleitoral político nacional do regime stronista daquele país que ocorreu em 14 de fevereiro de 1988. Segundo sua organização política, nas eleições nacionais são eleitos presidente, vice-presidente, senadores, deputados e governadores dos departamentos. Marcado pela fraude mais uma vez, o general Alfredo Stroessner, do Partido Colorado, venceu pela 8° e última vez nas eleições presidenciais no Paraguai, quando no ano seguinte, em 1989, Andrés Rodríguez, membro do Partido Colorado e opositor de Stroessner, liderou um golpe de estado que acabou o derrubando, marcando o fim do El Stronato.